# Matthaeus Pipelare
Matthaeus Pipelare (ur. ok. 1450, zm. ok. 1515) – flamandzki kompozytor okresu renesansu.
Wiadomo, że początkowo działał w Antwerpii. Od wiosny 1498 do ok. 1 maja 1500 był chórmistrzem Bractwa Najświętszej Marii Panny działającego przy katedrze św. Jana w 's-Hertogenbosch . 
Komponował muzykę sakralną o świecką, napisał m.in. 11 mszy, 10 motetów i 8 pieśni .